# Высокое (Краснопольский район)
Высо́кое (укр. Високе) — село, Грабовский сельский совет, Краснопольский район, Сумская область, Украина.
Код КОАТУУ — 5922381202. Население по переписи 2001 года составляло 28 человек .

## Географическое положение
Село Высокое находится у одного из истоков реки Сыроватка. К селу примыкает большой лесной массив лес Великий (дуб). Рядом проходит железная дорога, ближайшая станция Пушкарное в 2-х км.
Село находится на границе с Россией, на российской стороне примыкают сёла Высокое и Подвысокое.